# Ryūtarō Nakamura
Ryūtarō Nakamura (中村 隆太郎 Nakamura Ryūtarō?, 15 de abril de 1955 – 29 de junio de 2013) fue un director y animador japonés, conocido por dirigir el popular anime Serial Experiments Lain, y por su colaboración con Masamune Shirow y Chiaki J. Konaka en Ghost Hound.
En 2009 empezó a trabajar en su último proyecto, Despera, pero la producción se pospuso debido a problemas con su salud. Falleció el 29 de junio de 2013 a los 58 años, tras meses hospitalizado debido a un cáncer pancreático. Su muerte fue comunicada públicamente casi un mes después.

## Filmografía
- 1978-79: Takarajima: Animación Principal
- 1980-81:  Ashita no Joe 2: Animación Principal
- 1981: Unico (película): Arte
- 1982: Space Adventure Cobra - The Movie: Animación
- 1985: A Journey Through Fairyland (película): In-Between Animation
- 1986: Jūichinin Iru! (película): Storyboard
- 1991: Tenkū Senki Shurato: Storyboard (2)
- 1991:  Lupin III: "Steal Napoleon's Dictionary!": Storyboard
- 1994: La vida de Budori Gusko (película): Director, Guion
- 1995:  Legend of Crystania - The Motion Picture: Director
- 1996: Legend of Crystania (OVA): Director
- 1998: Serial Experiments Lain: Director Principal, Director (Eps 1, 2, 12, 13), Storyboard, Continuidad (Eps 5, 6, 8, 11-13), Dirección de Continuidad
- 1999: Magic User's Club: Director/Storyboard (Episodio 3)
- 1999: Colorful: Director, Storyboard, Director de Episodio (1-4,12,14,16)
- 2000: Love Hina: Animación Principal (Eps. 13, 18)
- 2000: Sakura Wars: Director de serie, Continuidad
- 2001: Final Fantasy: Unlimited: Director/Storyboard (Episodio 2)
- 2002: Ghost in the Shell: Stand Alone Complex: Director/Storyboard (Episodio 5)
- 2003: Los viajes de Kino: Director, Storyboard, Director de Episodio (ep 1, 2, 5)
- 2006: Rec: Director, Storyboard
- 2007: Los viajes de Kino - País de la enfermedad –Para ti-: Director
- 2007: Ghost Hound: Director
- TBA: Despera: Director